# Asha Khadilkar
Asha Khadilkar  (nacida en 1955 en Sangli) es una cantante india, que reside actualmente en Mumbai, conocida por su especialización en la música indostana y la música clásica, semiclásica y devocional incluyendo el género Natya Sangeet.

## Biografía
Nació en Sangli, Maharashtra, India, en 1955, Asha tomó sus primeros pasos en la música bajo la dirección del último Shri. Balkrishnabuva Mohite. Junto a sus actuaciones en vivo y en varias obras de teatro musicales marathi (Sangeet Nataks), dio su primer paso en interpretar la música clásica y además un concierto vocal en vivo, esto a la edad de trece años. Después de trasladarse a Mumbai en 1975 y de contraer matrimonio, Asha perfeccionó su talento y sus únicas habilidades, bajo la dirección de la legendaria cantante Manik Varma, antes de continuar su tutela en la música clásica de la India a partir de Pandit Yeshwantbuwa Joshi, un seguidor incondicional de Gwalior Gharana.

## Discografía
Varias empresas de reconocimiento de grabación de la India, como HMV, Tips y Polydor, han lanzado los primeros casetes y CD de Asha respecto a la música clásica, así como la música devocional.

## Afiliación con Sa Re Ga Ma Pa
En 2008, Asha Khadilkar fue invitada como una de las jueces de celebridad para un show de concurso de canto vocal marathi, llamado Idea Sa Re Ga Ma Pa, junto al director de música Shri.Salil Kulkarni. El show llamó la atención a los espectadores de Sa Re Ga Ma Pa. Swapna Swaranche y Navatarunyache (स्वप्न स्वरांचे, नवतारुण्याचे), tradujeron este programa como Dreams of Music y Nueva Juventud.

## Premios
- Premiada por su contribución a la música semiclásica por el gobierno de Maharashtra Wing Cultural
- "Crista-Ratna" Premio por marathi canal de televisión "Sahyadree"
- Padmashree Premio Manik Verma
- Pandit Premio Kumar Gandharva
- Natasamrat Premio Gandharva Bal a manos de la legendaria cantante Late Smt Hirabai Badodekar
- "Best Music Composer en Marathi Teatro" otorgado por el gobierno de Maharashtra
- Felicitación por parte del Gobierno de Maharashtra en el Día Internacional de la Mujer
- Premio Shiromani Sangeet en Benarés